# Otto Neugebauer
Otto Eduard Neugebauer (Innsbruck, 26 de maio de 1899 — Princeton, 19 de fevereiro de 1990) foi um matemático e historiador da ciência austro-estadunidense.
Conhecido por suas pesquisas sobre a história da astronomia e outras ciências exatas na Idade Antiga e na Idade Média. Estudando tabletes de argila descobriu que os antigos babilônios sabiam muito mais sobre matemática e astronomia do que se supunha. A Academia Nacional de Ciências dos Estados Unidos a ele referiu-se como "o mais original e produtivo pesquisador da história das ciências exatas, talvez da história da ciência, de nossa era."
Foi palestrante do Congresso Internacional de Matemáticos em Bolonha (1928) e Oslo (1936 - Über vorgriechische Mathematik und ihre Stellung zur griechischen).

## Prêmios e honrarias
- Honorary doctorate, University of St Andrews, 1938
- Honorary doctorate, Princeton University, 1957
- Honorary doctorate, Brown University, 1971
- American Council of Learned Societies' Award, 1961
- Distinguished Service Award, Mathematical Association of America, 1979
- Franklin Medal, American Philosophical Society, 1987
- Susan Culver Rosenberger Medal of Honor, Brown University, 1987
- John F. Lewis Prize, American Philosophical Society, 1952
- Heineman Prize for the Exact Sciences, 1953
- Prémio Pfizer, 1976 and 1985[2]
- Prêmio Balzan, 1986

## Publicações selecionadas

### Artigos
- "The Early History of the Astrolabe." Isis 40 (1949): 240–56.
- "The Study of Wretched Subjects." Isis 42 (1951): 111.
- "On the 'Hippopede' of Eudoxus." Scripta Mathematica 19 (1953): 225–29.
- "Apollonius' Planetary Theory." Communications on Pure and Applied Mathematics 8 (1955): 641–48.
- "The Equivalence of Eccentric and Epicyclic Motion According to Apollonius." Scripta Mathematica 24 (1959): 5–21.
- "Thabit Ben Qurra 'On theMathematical Astronomy in Copernicus's De Revolutionibus Solar Year' and 'On the Motion of the Eighth Sphere.'" Proceedings of the American Philosophical Society 106 (1962): 264–98.
- "On the Allegedly Heliocentric Theory of Venus by Heraclides Ponticus." American Journal of Philology 93 (1973): 600–601.
- "Notes on Autolycus." Centaurus 18 (1973): 66–69.
- "Studies in Ancient Astronomy. VIII. The Water Clock in Babylonian Astronomy." Isis, Vol. 37, No. 1/2, pp. 37–43. (May, 1947). JSTOR link. Reprinted in Neugebauer (1983), pp. 239–245 (*).
- (com Richard A. Parker) "Egyptian Astronomical Texts: Iii. Decans, Planets, Constellations, and Zodiacs."

### Livros
- (com Abraham Sachs, eds.). Mathematical Cuneiform Texts. American Oriental Series, vol. 29. New Haven: American Oriental Society, 1945.
- The Exact Sciences in Antiquity. Princeton: Princeton University Press, 1952; 2nd edition, Brown University Press, 1957; reprint, New York: Dover publications, 1969.  ISBN 978-0486223322
- Astronomical Cuneiform Texts. 3 volumes. London:1956; 2nd edition, New York: Springer, 1983. (Commonly abbreviated as ACT)
- The Astronomical Tables of al-Khwarizmi. Historiskfilosofiske Skrifter undgivet af Det Kongelige Danske Videnskabernes Selskab, Bind 4, nr. 2. Copenhagen: Ejnar Munksgaard, 1962.
- Ethiopic Astronomy and Computus. Wien: Verlag der Österreichischen Akademie der Wissenschaften, 1979.
- A History of Ancient Mathematical Astronomy 3 vols. Berlin: Springer, 1975. (Commonly abbreviated as HAMA) - Prémio Pfizer 1976
- Astronomy and History: Selected Essays. New York: Springer, 1983.
- (com Noel Swerdlow) Mathematical Astronomy in Copernicus's De Revolutionibus - Prémio Pfizer 1985